# 洛希德島

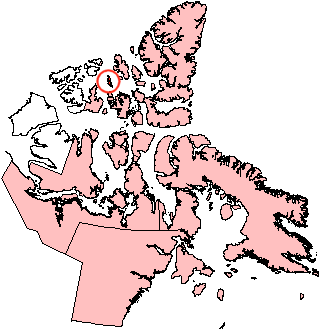

77°24′N 105°15′W / 77.400°N 105.250°W
洛希德島（英語：Lougheed Island）是加拿大的島嶼，位於北冰洋海峽，屬於北極群島的一部分，由基吉柯塔魯克地區負責管轄，長78公里、寬23公里，面積1,312平方公里，最高點海拔高度126米，島上無人居住。